# Ras Sidr
Ras Sidr es un distrito de la gobernación de Sinaí del Sur, Egipto. En julio de 2017 tenía una población estimada de 16 480 habitantes.
Se encuentra ubicado al sur de la península del Sinaí, cerca de la costa del mar Rojo.